# Canal de la Giudecca

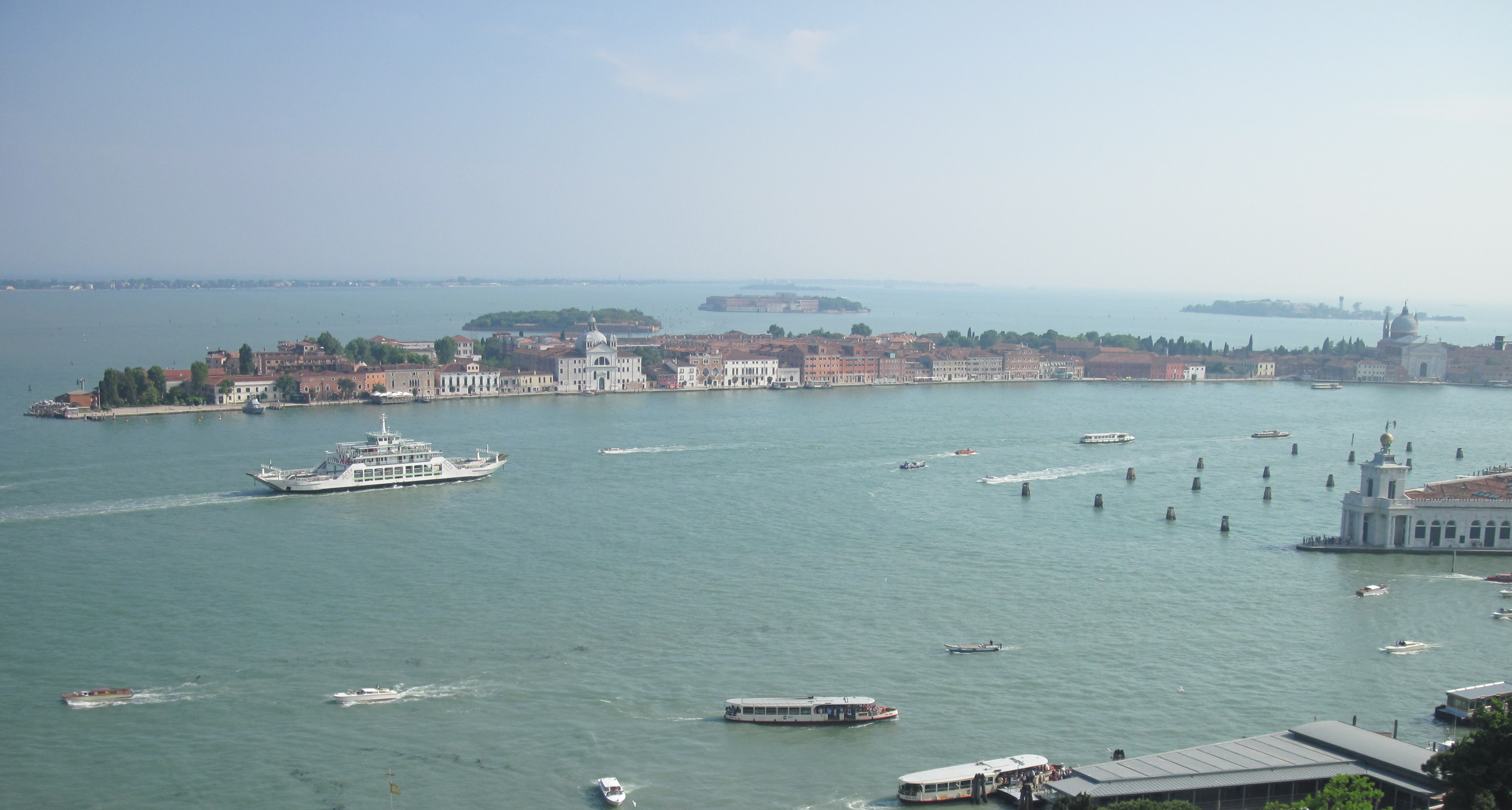
Canal de la Giudecca (centre) i Gran Canal amb Punta della Dogana (dreta inferior).

El Canal de la Giudecca (vènet: Canal de ła Zueca, antigament anomenat Vigano) és una massa d'aigua que separa l'illa de Giudecca de l'illa principal de Venècia i acaba a la conca de San Marco.
És un dels important canals de la ciutat i separa en dues parts el districte (sestiere) de Dorsoduro entre l'illa de la Giudecca i la part del districte que es troba al centre històric.

## Principals centres d'interès
Els edificis més importants inclouen:
- Al llarg del moll: Molino Stucky (antic moli i fàbrica del segle XIX), església Le Zitelle i Església del Redemptor.
- Al llarg del costat del districte de Dorsoduro: església Il Gesuati al moll Zattere
- A la Punta della Dogana (on el Canal de la Giudecca conflueix amb el Gran Canal)ː església de Santa Maria della Salute i Dogana da Mar, antiga casa de duanes i galeria-museu d'art en l'actualitat.
- Palazzo Giustinian Recanati